# Joël Jutge
Joël Jutge, né le 5 avril 1966 à Lavaur (Tarn), est un arbitre international français de rugby à XV.
Il met un terme à sa carrière d'arbitre en 2009. De 2012 à 2016, il occupe le poste de manager des arbitres internationaux au sein de World Rugby. Il retrouve ce poste en 2021 après avoir été responsable des arbitres de l'European Professional Club Rugby de 2016 à 2020.

## Carrière d'arbitre
Il commence sa carrière d'arbitre en 1991, après avoir dû interrompre sa carrière de demi de mêlée en raison de problème des ligaments du genou. Il a joué en Reichel puis en équipe première à l'US Colomiers, puis à Cahors XV en Groupe B, formant alors une charnière avec Rob Liley.
Il arbitre son premier match international le 24 août 1999, à l'occasion d'un match opposant l'équipe des Fidji à l'équipe d'Espagne. Au cours de sa carrière, Joël Jutge arbitre notamment deux matchs de la coupe du monde de rugby 2003, cinq matchs du Tournoi des Six Nations et deux matchs du Tri-nations.
En 2007 lors de la Coupe du monde de rugby, il devient seulement le deuxième français de l'histoire à arbitrer un match de la phase éliminatoire, lors du quart opposant l'Argentine à l'Écosse. Jusque-là, seul René Hourquet avait dirigé un quart de finale, lors de la Coupe du monde 1987, à l'occasion du match opposant le pays de Galles à l'Angleterre.
En juin 2009, Joël Jutge décide de mettre un terme à sa carrière d'arbitre. Il est contraint de prendre cette décision parce qu'il n'arrive pas à se rétablir d'une opération au genou. Joël Jutge annonce officiellement son départ à la retraite à l'IRB le 13 juillet 2009.
Il est appelé par le président de la Fédération française de rugby Pierre Camou pour faire partie de la direction technique nationale de l'arbitrage (DTNA). Il est basé au Centre national du rugby à Linas-Marcoussis où il exerce la fonction d'adjoint auprès de Joël Dumé, directeur technique national de l'arbitrage et prend en charge le secteur professionnel. À la demande du sélectionneur Marc Lièvremont, il fait partie de l'encadrement de l'équipe de France. Grâce à son expérience du terrain et ses connaissances, il apporte une aide précieuse au jeu des joueurs.
Il co-écrit en 2010, le livre Le Rugby et ses règles avec Béka et Poupard, les auteurs de la série BD Les Rugbymen.
En 2012, il quitte son poste de DTNA pour devenir le patron des arbitres à l'IRB succédant à ce poste à Paddy O'Brien. En avril 2016, il quitte ce poste, laissant la place à l'Irlandais Alain Rolland, et retrouve son poste de directeur technique de l'arbitrage adjoint chargé du secteur professionnel au sein de la FFR.
Du 1er juillet 2016 jusqu'en 2020, il est responsable des arbitres de l'European Professional Club Rugby.
En janvier 2021, il quitte l'EPCR pour réintégrer World Rugby et reprendre le poste de responsable des performances et du développement des arbitres sous la direction du nouveau directeur de la haute performance, l'Irlandais Joe Schmidt.

## Palmarès d'arbitre
- 24 matchs internationaux (au 29 juillet 2006).
- Coupe du monde 2007 :
  - Phase de groupe :
  - 9 septembre :  Irlande /  Namibie,
  - 14 septembre :  Angleterre /  Afrique du Sud,
  - 25 septembre :  Pays de Galles /  Japon,
  - 29 septembre :  Nouvelle-Zélande /  Roumanie ;
  - Phase éliminatoire :
  - 7 octobre :  Argentine /  Écosse.